# Wasserturm Bredstedt
| Wasserturm Bredstedt   | Wasserturm Bredstedt       |
| Daten                  | Daten                      |
| ---------------------- | -------------------------- |
| Baujahr:               | 1928                       |
| Turmhöhe:              | 24 m                       |
| Nutzhöhe:              | 19 m                       |
| Behälterart:           | Barkhausen                 |
| Volumen des Behälters: | 140 m³                     |
| Stilllegung:           | nach dem Zweiten Weltkrieg |
| Ursprüngliche Nutzung: | Lokomotiv-Versorgung       |
| Heutige Nutzung:       | Leerstand                  |

Der Bahnwasserturm von Bredstedt steht an der Lornsenstraße, dem Bahnhofsgebäude gegenüber auf der anderen Seite der Bahngleise.

## Bauwerk
Der Wasserturm ist ein im Grundriss kreisrunder Backsteinbau mit einer Höhe von 24 m. Den Abschluss bildet ein flaches Kegeldach. Beidseitig ist je ein kleines Nebengebäude mit Walmdach angefügt. Im Inneren befand sich ursprünglich ein Barkhausen-Behälter mit 140 m³ Fassungsvermögen.

## Ursprüngliche Nutzung
Kurz nach der Eröffnung des Hindenburgdamms wurde der Wasserturm 1928 von der Deutschen Reichsbahn errichtet. Er diente vor allem zur Wasserversorgung der Dampflokomotiven auf der Bahnstrecke Bredstedt–Löwenstedt. Diese Strecke zweigte in Bredstedt von der Marschbahn ab und verband diese mit der Bahnstrecke Flensburg–Husum.

## Stilllegung und weitere Nutzung
Nach dem Zweiten Weltkrieg wurde der Turm stillgelegt. Die Bahngleise nach Löwenstedt waren im Krieg abgebaut worden, sodass kein Versorgungsbedarf mehr bestand. Alle technischen Einrichtungen und der Behälter wurden danach entfernt. 1980 wurde der Turm verkauft und 1981 umgebaut. Danach wurden im Turm nacheinander verschiedene Gaststätten betrieben. Das letzte Restaurant zog allerdings 2007 aus dem Turm aus, seitdem steht er leer.